# Deracanthella xilinensis
Deracanthella xilinensis är en insektsart som beskrevs av Liu, Jupeng 1983. Deracanthella xilinensis ingår i släktet Deracanthella och familjen vårtbitare. Inga underarter finns listade i Catalogue of Life.